# Список дипломатических миссий Норвегии

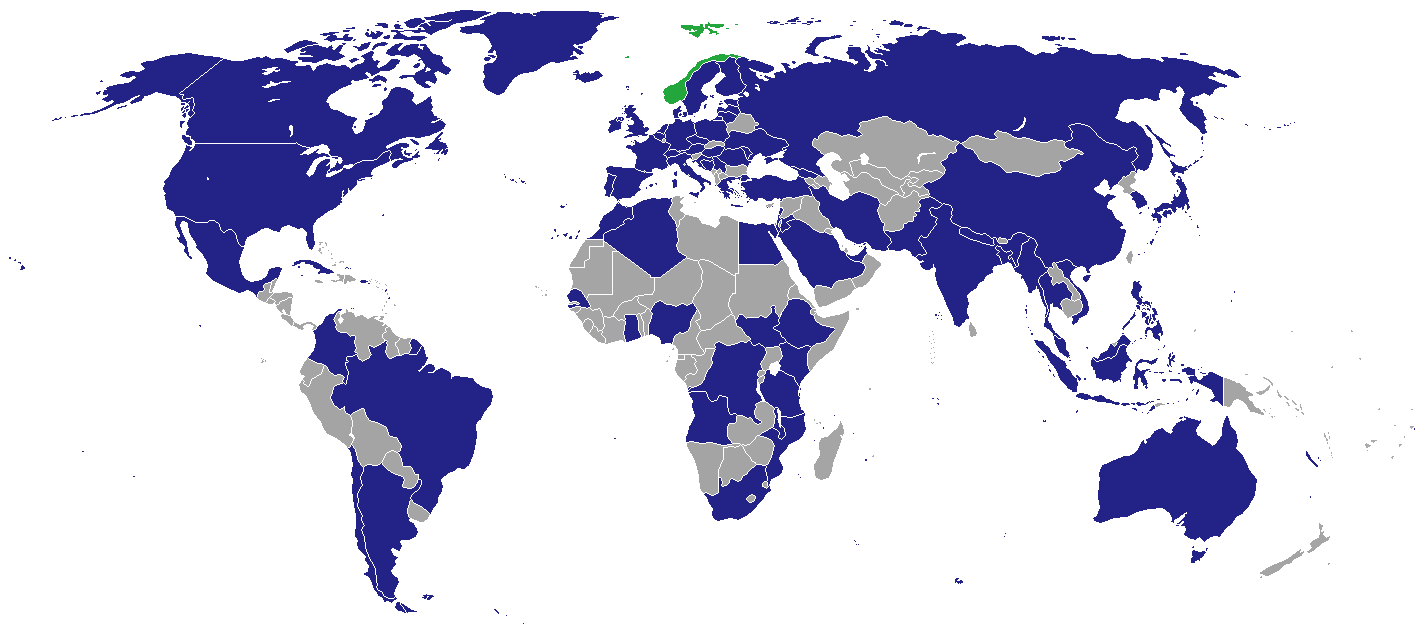

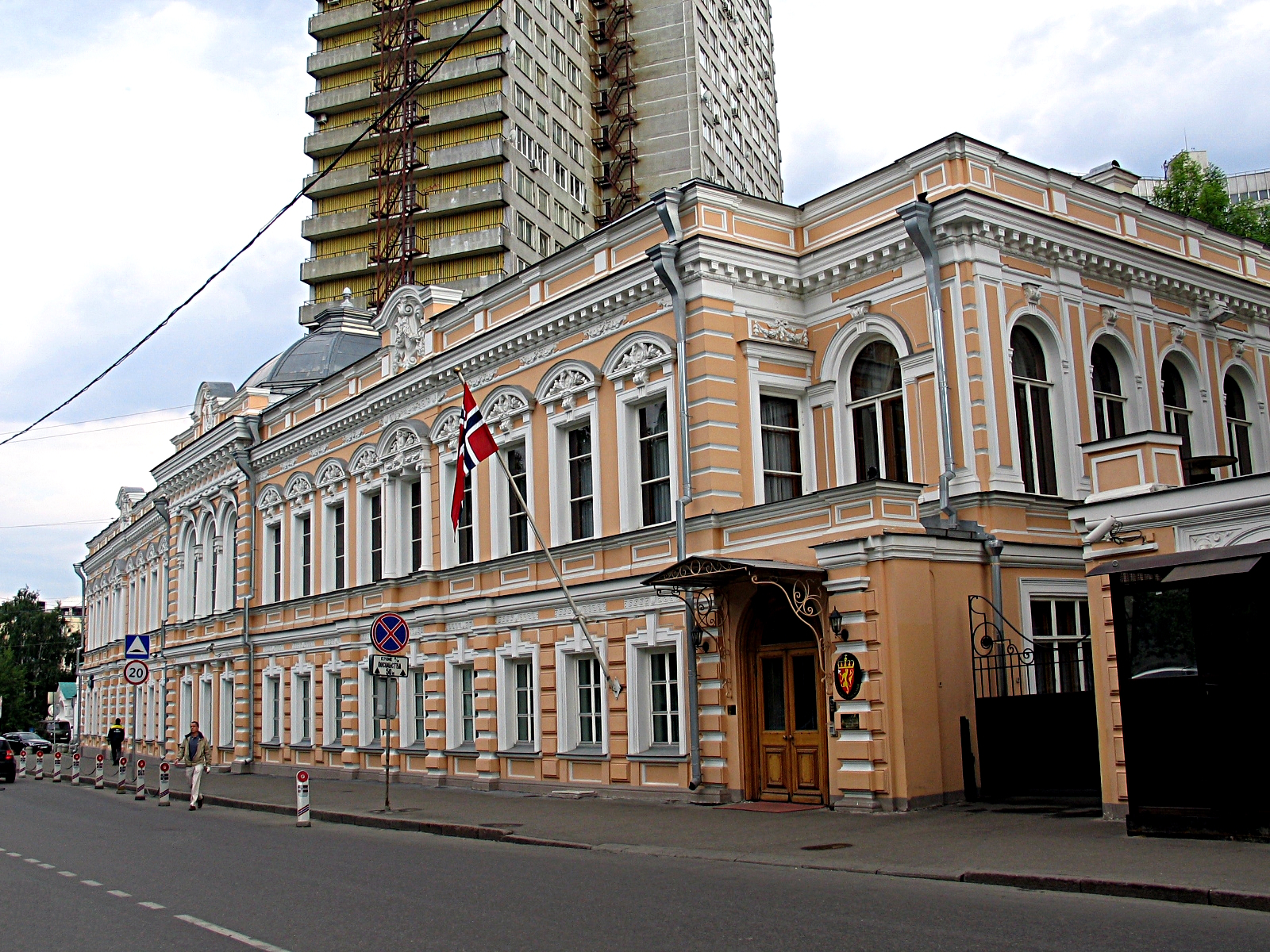
Посольство Норвегии в Москве

Список дипломатических миссий Норвегии — Норвегия обладает большим количеством дипломатических представительств на всех континентах. Список не включает в себя неофициальные миссии (например, институт почётных консулов).

## Европа
- Австрия, Вена (посольство)
- Азербайджан, Баку (посольство)
- Бельгия, Брюссель (посольство)
- Босния и Герцеговина, Сараево (посольство)
- Болгария, София (посольство)
- Хорватия, Загреб (посольство)
- Чехия, Прага (посольство)
- Дания, Копенгаген (посольство)
- Эстония, Таллин (посольство)
- Финляндия, Хельсинки (посольство)
- Франция, Париж (посольство)
- Германия, Берлин (посольство)
  - Гамбург (генеральное консульство)
  - Дюссельдорф (консульство)
- Греция, Афины (посольство)
- Венгрия, Будапешт (посольство)
- Исландия, Рейкьявик (посольство)
- Ирландия, Дублин (посольство)
- Италия, Рим (посольство)
- Косово, Приштина (посольство)
- Латвия, Рига (посольство)
- Литва, Вильнюс (посольство)
- Македония, Скопье (посольство)
- Нидерланды, Гаага (посольство)
  - Роттердам (генеральное консульство)
- Польша, Варшава (посольство)
- Португалия, Лиссабон (посольство)
- Румыния, Бухарест (посольство)
- Россия, Москва (посольство)
  - Мурманск (генеральное консульство)
- Сербия, Белград (посольство)
- Словакия, Братислава (посольство)
- Словения, Любляна (посольство)
- Испания, Мадрид (посольство)
  - Барселона (генеральное консульство)
  - Аликанте (консульство)
- Швеция, Стокгольм (посольство)
  - Гётеборг (генеральное консульство)
  - Мальмё (генеральное консульство)
  - Сундсвалль (генеральное консульство)
- Швейцария, Берн (посольство)
  - Женева (генеральное консульство)
  - Цюрих (генеральное консульство)
- Украина, Киев (посольство)
- Великобритания, Лондон (посольство)

## Северная Америка
- Канада, Оттава (посольство)
  - Монреаль (генеральное консульство)
  - Торонто (генеральное консульство)
  - Ванкувер (генеральное консульство)
- Куба, Гавана (посольство)
- Гватемала, Гватемала (посольство)
- Мексика, Мехико (посольство)
- Никарагуа, Манагуа (посольство)
- США, Вашингтон (посольство)
  - Хьюстон (генеральное консульство)
  - Нью-Йорк (генеральное консульство)
  - Сан-Франциско (генеральное консульство)

## Южная Америка
- Аргентина, Буэнос-Айрес (посольство)
- Бразилия, Бразилиа (посольство)
  - Рио-де-Жанейро (генеральное консульство)
- Чили, Сантьяго (посольство)
- Венесуэла, Каракас (посольство)

## Африка
- Алжир, Эль-Джазаир (посольство)
- Ангола, Луанда (посольство)
- Кот д’Ивуар, Абиджан (посольство)
- Египет, Каир (посольство)
- Эритрея, Асмара (посольство)
- Эфиопия, Аддис-Абеба (посольство)
- Кения, Найроби (посольство)
- Мадагаскар, Антананариву (посольство)
- Малави, Лилонгве (посольство)
- Марокко, Рабат (посольство)
- Мозамбик, Мапуту (посольство)
- Нигерия, Абуджа (посольство)
- ЮАР, Претория (посольство)
- Судан, Хартум (посольство)
  - Джуба (генеральное консульство)
- Танзания, Дар-эс-Салам (посольство)
- Уганда, Кампала (посольство)
- Замбия, Лусака (посольство)
- Зимбабве, Хараре (посольство)

## Ближний и Средний Восток
- Иран, Тегеран (посольство)
- Израиль, Тель-Авив (посольство)
- Иордания, Амман (посольство)
- Ливан, Бейрут (посольство)
- Государство Палестина, Рамаллах (представительство)
- Саудовская Аравия, Эр-Рияд (посольство)
  - Джидда (генеральное консульство)
- Сирия, Дамаск (посольство)
- Турция, Анкара (посольство)
  - Стамбул (генеральное консульство)
- ОАЭ, Абу-Даби (посольство)

## Азия
- Афганистан, Кабул (посольство)
- Бангладеш, Дакка (посольство)
- Китай, Пекин (посольство)
  - Гуанчжоу (генеральное консульство)
  - Шанхай (генеральное консульство)
- Индия, Нью-Дели (посольство)
- Индонезия, Джакарта (посольство)
- Япония, Токио (посольство)
- Казахстан, Астана (посольство)
- Южная Корея, Сеул (посольство)
- Малайзия, Куала-Лумпур (посольство)
- Непал, Катманду (посольство)
- Пакистан, Исламабад (посольство)
- Филиппины, Манила (посольство)
- Сингапур (посольство)
- Шри-Ланка, Коломбо (посольство)
- Таиланд, Бангкок (посольство)
- Вьетнам, Ханой (посольство)

## Океания
- Австралия, Канберра (посольство)
- Восточный Тимор, Дили (посольство)

## Международные организации
- - Брюссель (миссия при ЕС)
  - Брюссель (постоянная делегация при НАТО)
  - Женева (постоянная делегация при ООН)
  - Нью-Йорк (постоянная делегация при ООН)
  - Париж (постоянная делегация при ОЭСР и ЮНЕСКО)
  - Страсбург (представительство при Совете Европы)
  - Вена (постоянная делегация при СБСЕ)